# Changshengqiao
Changshengqiao (kinesiska: 长生桥) är en köping i sydvästra Kina. Den ligger i stadsdistriktet Nan'an i storstadsområdet Chongqing, omkring 10 kilometer sydost om det centrala stadsdistriktet Yuzhong. Antalet invånare är 57 960. Befolkningen består av 27 978 kvinnor och 29 982 män. Barn under 15 år utgör 11,0 %, vuxna 15-64 år 79 %, och äldre över 65 år 8,0 %.